# Vjeran Simunić
Vjeran Simunić est un footballeur et entraîneur croate, né  le 26 avril 1953 à Split en ex-Yougoslavie. Il était gardien de but avant de devenir entraîneur et il a actuellement géré plus de 30 équipes.

## Palmarès
- Avec le DPMM Brunei :
  - Vice-champion de Singapour en 2012.
  - Vainqueur de la Coupe de la Ligue de Singapour en 2009 et 2012.